# Lenka Termerová

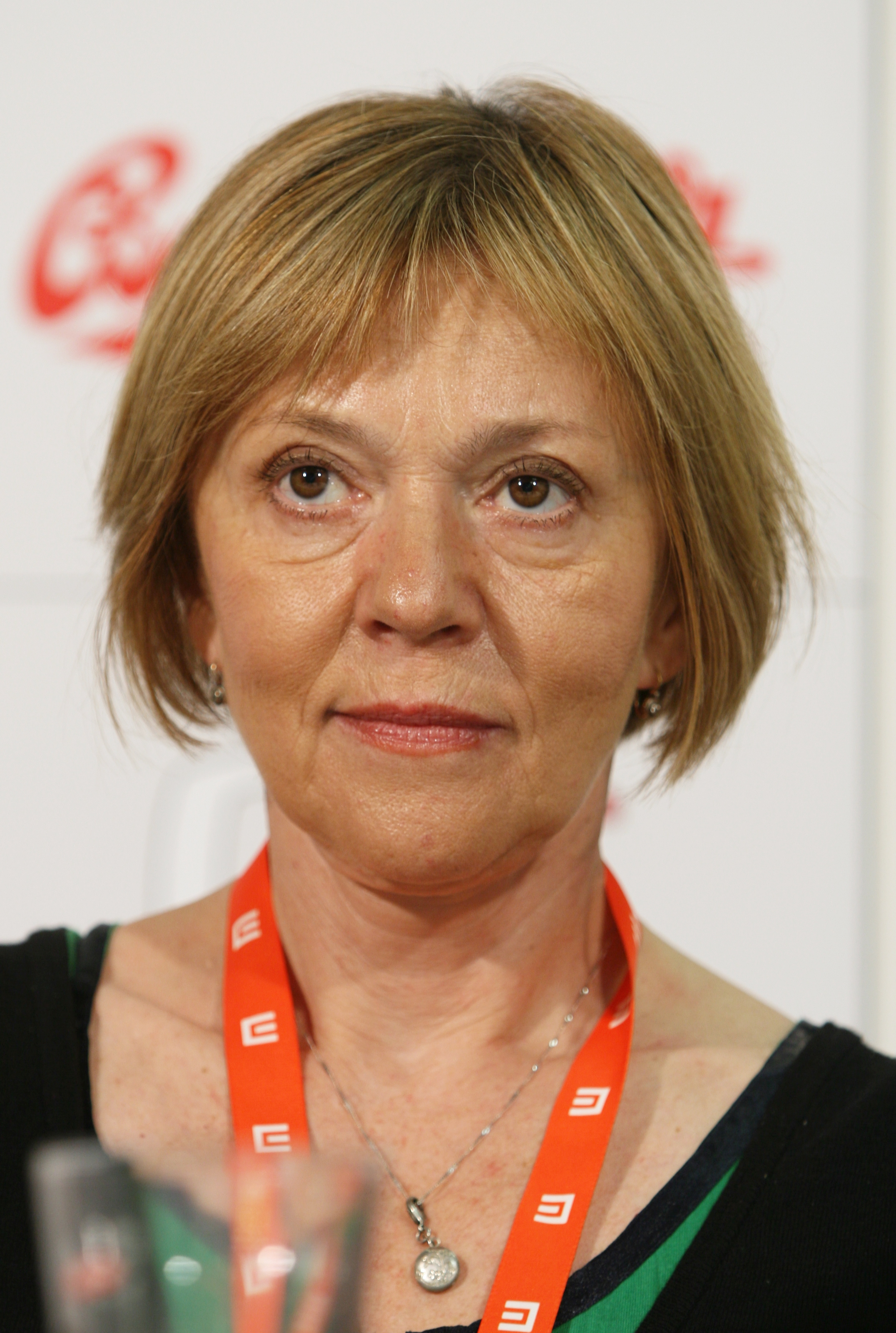
Lenka Termerová im Jahr 2008

Lenka Termerová (* 12. Juli 1947 in Hradec Králové, Tschechoslowakei) ist eine tschechische Schauspielerin.

## Leben
Lenka Termerová wurde 1947 in Hradec Králové als Tochter eines Künstlers und einer Buchhalterin geboren. Sie beschloss schon während ihrer Schulzeit, von Beruf Schauspielerin zu werden. Dafür ging sie  später an die Theaterfakultät der Akademie der Musischen Künste in Prag (DAMU), wo sie ihr Wunschfach studieren konnte. Sie begann während ihres Studiums Gastspiele an verschiedenen Prager Theatern, wie dem Divadlo Zdeňka Nejedlého Prager und dem Činoherní klub (Drama Club). Sie sammelte auch erste Erfahrungen vor der Kamera und trat unter anderem 1968 in dem Film Der Scherz (Originaltitel Žert) von Jaromil Jireš auf.
Nach dem Abschluss ihres Studiums ging sie von 1969 bis 1976 an das Divadlo Petra Bezruče in Ostrava, wo sie in verschiedenen Hauptrollen auftrat (z. B. in Die Brüder Karamasow, Die Möwe, Hamlet). Zu dieser Zeit begann Termerová vermehrt in Fernsehserien und -filmen (z. B. von Dušan Klein) mitzuspielen. Sie heiratete den aus Syrien stammenden Regisseur Moris Issa, bekam zwei Kinder und ging 1976 während ihrer Elternzeit nach Prag. Dort spielte sie jetzt vorzugsweise in Fernsehserien mit, z. B. spielte sie in der Serie Die Frau hinter dem Ladentisch (Žena za pultem) eine stotternde Verkäuferin und übernahm in Episoden der Serie Das Krankenhaus am Rande der Stadt (Nemocnice na kraji města) die Rolle einer OP-Schwester. In Kinderfilmen übernahm sie oft die Rolle von Müttern. Von 1981 bis 2003 übernahm sie ein festes Engagement am Studio Ypsilon.
Besondere Bekanntheit erlangte sie in den Seifenopern Rodinná pouta (2004–2006) und Velmi křehké vztahy (2007–2009). Für den Film Die Kinder der Nacht (Děti noci), in der ihre Tochter Martha Issová die Hauptrolle spielte, erhielt Termerová im Jahr 2009 den Český lev („Böhmischer Löwe“) als Beste Nebendarstellerin.

## Filmografie
- 1977–1978: Die Frau hinter dem Ladentisch (Žena za pultem)
- 1978: Das Krankenhaus am Rande der Stadt (Nemocnice na kraji města)
- 1990: Unser tschechisches Liedchen (Ta naše písnička česká II)
- 2008: Die Kinder der Nacht (Deti noci)
- 2024: We're on it, Comrades! (To se vysvetlí, soudruzi!) (Fernsehserie)

## Auszeichnungen
- 2009: Český lev – Beste Nebendarstellerin (in dem Film Deti noci)[3]